# Etiopien ved sommer-OL 2020
Etiopien deltog under Sommer-OL 2020 i Tokyo som blev afviklet i perioden 23. juli til 8. august 2021.

## Medaljer
| 2020 Tokyo | Guld | Sølv | Bronze | Total |
| Etiopien   | 1    | 1    | 2      | 4     |

### Medaljevinderne
| Etiopien under sommer-OL 2020 i Tokyo | Etiopien under sommer-OL 2020 i Tokyo | Etiopien under sommer-OL 2020 i Tokyo | Etiopien under sommer-OL 2020 i Tokyo | Etiopien under sommer-OL 2020 i Tokyo |
| Medalje                               | Navn                                  | Sport                                 | Event                                 | Dato                                  |
| ------------------------------------- | ------------------------------------- | ------------------------------------- | ------------------------------------- | ------------------------------------- |
| Guld                                  | Selemon Barega                        | Atletik                               | Herrenes 10.000 m løb                 | 30. juli                              |
| Sølv                                  | Lamecha Girma                         | Atletik                               | Herrerenes 3000 meter forhindringsløb | 30. juli                              |
| Bronze                                | Gudaf Tsegay                          | Atletik                               | Damernes 5000 m løb                   | 2. august                             |
| Bronze                                | Letesenbet Gidey                      | Atletik                               | Damernes 10.000 m løb                 | 7. august                             |